# Konami Krazy Racers
Konami Krazy Racers (Konami Wai Wai Racing Advance en version originale japonaise) est un jeu vidéo de course développé et édité par Konami, sorti en 2001 sur Game Boy Advance.

## Système de jeu
Konami Krazy Racer reprend sur de nombreux point de la série Mario Kart plus particulièrement l’opus Game Boy Advance, Mario Kart: Super Circuit, qui sortira par ailleurs quelques mois plus tard. Les personnages de l'univers Mario cèdent bien entendu leur place à des personnages de l'univers Konami.